# Inocente Carreño
Inocente Carreño (Porlamar, Estado Nueva Esparta, Venezuela, 28 de diciembre de 1919 - Caracas, Distrito Capital, Venezuela, 29 de junio de 2016) fue un músico, compositor y educador venezolano.

## Infancia y estudios
Carreño fue criado por su abuela, quien le contaba leyendas y le cantaba aires tradicionales de su isla natal. Empezó a estudiar música con el maestro de bandas Lino Gutiérrez y tocó con su banda a la edad de nueve años.
En 1932, se radica en Caracas con su hermano Francisco (1910-1964), notable especialista del folklore. Trabaja con él en una zapatería, participa en los movimientos intelectuales de su época, toca la guitarra con sus dos hermanas, arregla y compone mucha música popular; joropos, merengues, valses, rumbas, tangos, boleros.
Estudia con el maestro Sojo, el hombre que tuvo mayor influencia en su vida, en la Escuela de Música y Declamación. Aprende la trompeta con Federico Williams, se incorpora al Orfeón Lamas como cantante y a la Orquesta Sinfónica de Venezuela como cornista y trompetista.
En 1940 empieza una carrera de docente, y compone con más frecuencia en el estilo clásico. Tras obtener su diploma, en 1946, comienza a trabajar como docente en varias escuelas, se casa en 1950 y compone en 1954 su obra más famosa, el poema sinfónico "Margariteña".

### Carrera
Es el responsable de la musicalidad del himno de la Universidad de Oriente titulado Acercaos Juventud. Así como de la música del himno del partido Acción Democrática, al cual el poeta Andrés Eloy Blanco escribiera su letra. En 1970, funda la escuela Prudencio Esaá, es elegido a la Cámara del Senado, se desempeña como Ministro Consejero ante la Unesco, en París, y es nombrado director de la Escuela Superior de Música de Caracas en 1989. 
Su obra musical es extensa y de carácter nacionalista. Ha escrito para orquesta: cuatro Oberturas Sinfónicas, Suite para orquesta de cuerdas, Sinfonía Satírica, Elegía para orquesta de cuerdas. Asimismo: poemas sinfónicos; numerosas canciones para voz y orquesta; música de cámara: un Quinteto para oboe, flauta, clarinete, trompa y fagot; dos Cuartetos de cuerdas; piezas para flauta y piano; piezas para piano (valses); y para guitarra (las dos Suites).

### Premios
| Año  | Premio                                      | Obra musical                                             | Institución                                 |
| ---- | ------------------------------------------- | -------------------------------------------------------- | ------------------------------------------- |
| 1946 | Primer Premio                               | De ti yo quiero hablar                                   | Ministerio de Comunicaciones                |
| 1948 | Primer Premio                               | Azul                                                     | Premio Oficial de Música Vocal              |
| 1955 | Primer Premio                               | Suite Sinfónica                                          | Concurso de Composición Vicente Emilio Sojo |
| 1956 | Primer Premio                               | Obertura No.1                                            | Concurso de Composición Vicente Emilio Sojo |
| 1957 | Primer Premio                               | Aguas crecidas para tenor y orquesta                     | Concurso de Composición Vicente Emilio Sojo |
| 1958 | Primer Premio                               | Concierto para trompa y orquesta                         | Concurso de Composición Vicente Emilio Sojo |
| 1959 | Primer Premio a la Mejor Canción Venezolana | Amor mi buen amor                                        | Pro Venezuela                               |
| 1961 | Nacional de Música                          | Obertura Sinfónica                                       | I Salón Oficial Anual de Arte Venezolano    |
| 1963 | Oficial de Música                           | Cuatro canciones románticas y un poema de ausencia       |                                             |
| 1965 | Nacional de Música Coral                    | En mar inquieto                                          |                                             |
| 1965 | Nacional de Música                          | Sinfonietta Satírica                                     |                                             |
| 1969 | Juan Vicente Lecuna                         | Diafanidad y Cabellera nocturna                          |                                             |
| 1970 | Nacional para Obras Corales                 | Tríptico Tu nombre, Novia de abril y Eternidad del canto |                                             |
| 1972 | Nacional de Música para Obras Corales       | Canto a Jesucristo'                                      |                                             |

## Últimos años
Inocente Carreño recibió el Premio Nacional de Música para Obras Corales en 1972, por “Canto a Jesucristo”; el Premio Nacional de Composición, 1983, por “Estudio Sinfónico” y el Premio Nacional de Música, 1989, por su trayectoria musical.
El 1 de noviembre de 2014, en la Sala Simón Bolívar del Centro Nacional de Acción Social por la Música de Caracas, se estrena la Orquesta Sinfónica Juvenil Inocente Carreño bajo la batuta del maestro Roberto Ramos y el maestro Inocente Carreño a sus 94 años. Fue la primera vez que dirigió su orquesta homónima . Celebraron un concierto en el que ejecutaron "La ciudad de lo techos rojos" (1991, Rapsodia Sinfónica), dirigida por Roberto Ramos; tres marchas sinfónicas (Marcha n° 2, “Aniversaria”; Marcha n° 3, “Burlesca”; Marcha n° 4, “Jubilosa”) y la glosa sinfónica "Margariteña" (1954).
El 14 de noviembre de 2014, en el Centro Nacional de Acción Social por la Música de Caracas, la Sinfónica Juvenil Teresa Carreño y la Coral Nacional Juvenil Simón Bolívar, bajo la dirección del maestro Alfredo Rugeles, protagonizaron el estreno mundial de  "El convidado del Niño Jesús", ópera en un acto compuesta en 1995, basada en un cuento de José Rafael Pocaterra. En esta obra de Inocente Carreño se escucharon las voces de la soprano Dorian Lefevre y del tenor Gilberto Bermúdez.